# الحقيقة في العلوم (منظمة)

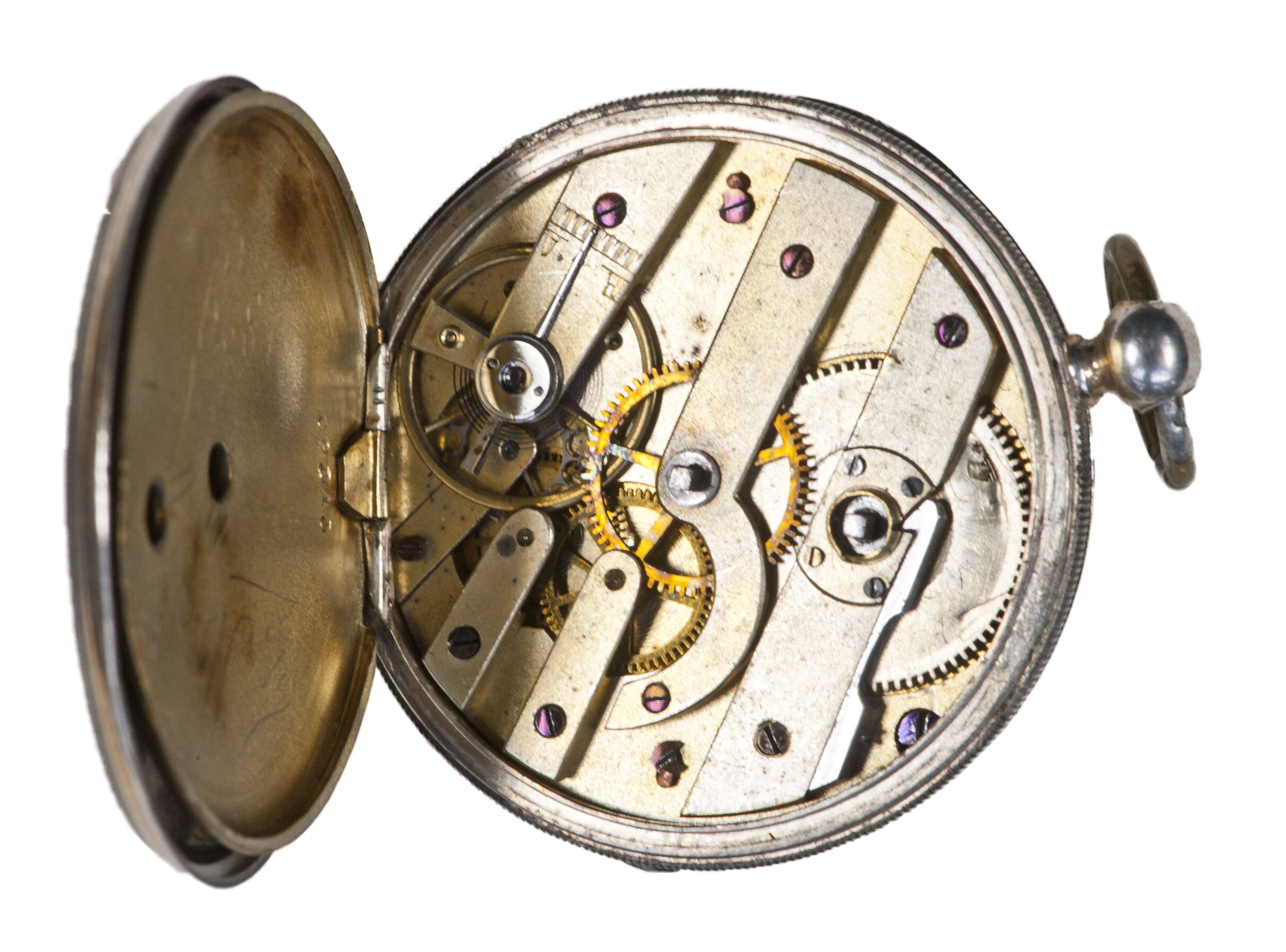

الحقيقة في العلوم هي منظمة خلقية يقع مقرها في المملكة المتحدة تشجع حملة معهد ديسكفري «تدريس الجدل»، الذي يهدف إلى تدريس التصميم الذكي جنبا إلى جنب مع نظرية التطور في حصص العلوم في المدارس. تشجع المنظمة فكرة أن هناك جدلا علميا حول صحة نظرية التطور الداروينية، وهو رأي تم رفضه من قبل الجمعية الملكية في المملكة المتحدة وأكثر من 50 أكاديمية علمية في جميع أنحاء العالم. تتبع هذه المنظمة معهد ديسكفري محور حركة التصميم الذكي، من خلال تبني استراتيجيتها وتعميم المواد الترويجية للمعهد.